# Jæren
Jæren (af norrønt jaðarr = rand, kant, dvs. "kanten ud mod havet") er et kystlandskab i Rogaland fylke i Norge.
Frem til 1900-tallet var stavemåden "Jæderen", og den ses stadig i betegnelsen "jædersylte". En person på eller fra Jæren kaldes en jærbu.
Den lokale dialekt kaldes jærsk.
Midt på Jæren ligger kommunerne Time og Klepp. Syd-Jæren udgøres af Hå kommune. "Høj-Jæren" er et højereliggende område, som omfatter dele af Bjerkreim og Gjesdal kommuner.
Jærlandskabet er et lavland med mange stengærder og er et af de bedste landbrugsområder i landet. Det meste er gammelt kulturlandskab, hvor moderne metoder har taget over, og dele af arealet er overladt til en stadig ekspanderende industri, der i stigende grad er knyttet til olievirksomhed i Nordsøen.
Jæren er med sine 1.070 km² Norges største lavlandsområde og minder om et dansk landskab med lange sandstrande, deriblandt Orrestranda, som med sine fem kilometer er Norges længste sandstrand.
Forfatteren Arne Garborg skildrer i romanen Fred fra 1892 pietismen på Jæren, der drev hans far i døden, men det er også en livlig skildring af det folkeliv, der udfoldede sig uden for bedehusenes rækkevidde.
I 1800-tallet opdagede kunstnerne Jæren og det stærke lys fra havet. Alexander Kielland fra Stavanger var selv nært knyttet til det landskab: "Enhver klodrian kan beundre Hardanger, men kom til Jæderen, her har vi natur for viderekomne!" Hans søster, malerinden Kitty Kielland, er kendt for sine malerier fra Jæren, der kan ses på Nasjonalmuseet i Oslo.
Rockbandet Kaizers Orchestra fra Bryne har bragt jærsk ud i verden med tekster skrevet på dialekt. Lokalavis for jærkommunerne er Jærbladet, der trykkes i Egersund af Dalane Tidende. Jærbanen er navnet på jernbanelinjen fra Egersund til Stavanger.